# Worldcon Special Convention Award
Der Worldcon Special Convention Award ist ein Preis, der erstmals 1955 in unregelmäßiger Folge bei den World Science Fiction Conventions (Worldcon) verliehen wird. Der Preisträger wird vom Preisverleihungskomitee bestimmt. Es findet keine Abstimmung wie bei den Hugo Awards statt. Dennoch wird der Preis gelegentlich informell als Special Hugo bezeichnet.

## Liste der Preisträger
| Jahr | Preisträger |
| ---- | --- |
| 1955 | Lou Tabakow, Sam Moskowitz |
| 1960 | Hugo Gernsback |
| 1962 | Donald H. Tuck für A Handbook of Science Fiction and Fantasy, Cele Goldsmith als Herausgeber von Amazing Stories und Fantastic, Fritz Leiber und The Hoffman Electronic Corporation für Gebrauch von Science-Fiction in der Werbung |
| 1963 | P. Schuyler Miller seine Buchbesprechungen in Analog, Isaac Asimov für seine Wissenschaftsartikel in F&SF |
| 1967 | CBS Television für die Fernsehshow The 21st Century |
| 1968 | Gene Roddenberry für Star Trek, Harlan Ellison für die Anthologie Dangerous Visions |
| 1969 | Neil Armstrong, Michael Collins und Edwin Aldrin für The Best Moon Landing Ever |
| 1972 | Club du Livre d’Anticipation, Nueva Dimensión, Harlan Ellison für die Anthologie Again, Dangerous Visions |
| 1973 | Pierre Versins für L’Encyclopedie de l’Utopie et de la science fiction |
| 1974 | Chesley Bonestell für seine Illustrationen |
| 1975 | Donald A. Wollheim, Walt Lee für den Reference Guide to Fantastic Films |
| 1976 | James Gunn für Alternate Worlds: The Illustrated History of Science Fiction |
| 1977 | George Lucas für Star Wars |
| 1981 | Edward L. Ferman |
| 1982 | Mike Glyer |
| 1984 | Larry T. Shaw für das Lebenswerk als Herausgeber, Robert Bloch |
| 1988 | The Science Fiction Oral History Association |
| 1989 | SF-Lovers Digest, Alex Schomburg für das Lebenswerk als SF-Künstler |
| 1990 | Don Maitz für den Umschlag von Rimrunners von C. J. Cherryh (Warner Questar) |
| 1991 | Elst Weinstein, Andrew I. Porter als Herausgeber des Science Fiction Chronicle |
| 1993 | Takumi Shibano |
| 1996 | A. E. van Vogt, Forrest J Ackerman, Walt Daugherty, William Rotsler |
| 2004 | Erwin S. Strauss |
| 2005 | David Pringle für Interzone |
| 2006 | Harlan Ellison, Betty Ballantine, Fred Patten |
| 2008 | NASA, NESFA Press |
| 2012 | Robert Weinberg |
| 2013 | Stanley Schmidt |
| 2014 | Jerry Siegel & Joe Shuster als die Erfinder von Superman |
| 2015 | Jay Lake |
| 2018 | Nnedi Okorafor für das Jugendbuch Akata Warrior |
| 2022 | Al von Ruff, für die Internet Speculative Fiction Database |